# Solen, der dræbte
|  | Denne artikel er oprettet af botten PalnaBot ud fra en ekstern database. Den kan derfor have sproglige fejl eller mangler. Denne skabelon kan fjernes efter kontrol af indholdet. |

Solen, der dræbte er en film fra 1918 instrueret af Hjalmar Davidsen efter manuskript af Otto Rung.